# Carsten Ström
Carsten Ström (* 1913 in Malmö; † 1995 ebenda) war ein schwedischer Künstler, unter anderem Kinderbuchautor, Grafiker und Keramiker. Er ist der Autor der Bücher über Gummigutta, die unter anderem auch ins Norwegische und ins Deutsche übersetzt wurden.
Carsten Ström wurde 1913 in Malmö geboren. Dort begann er auch seine Karriere als Maler und Zeichner: das ursprüngliche Logo des Musiktheater Malmö stammte von ihm. Er studierte in Berlin und an der Kopenhagener Kunstakademie. Wie er selbst schrieb, war seine Kunst stark von Figuren aus der Sagenwelt geprägt. Seine lebhafte Fantasie lieferte ihm die Inspiration für seine Kinderbücher. In späteren Lebensjahren versuchte er, mit mittelalterlichen Techniken eine Kopie des Turiner Grabtuchs herzustellen. Carsten Ström starb 1995 in Malmö.

## Bibliographie
- Gummigutta und der Räuber Rabaldus (Gummiguttas nya hus, ursprünglich erschienen als Gummiguttas neues Haus), 1954
- Gummigutta und die Brombeermaschine (Gummigutta och blåbärsmaskinen, ursprünglich erschienen als Gummigutta und die Blaubeermaschine), 1955
- Gummiguttas Weltraumflug (Gummiguttas sällsamma resa, ursprünglich erschienen als Gummiguttas Weltraumflug zu den Fummeluren), 1956

Nicht ins Deutsche übertragen:
- Gummigutta och Svarta Hatten, 1959
- Tio gammaldags sagor, 1960

| Personendaten    | Personendaten         |
| ---------------- | --------------------- |
| NAME             | Ström, Carsten        |
| KURZBESCHREIBUNG | schwedischer Künstler |
| GEBURTSDATUM     | 1913                  |
| GEBURTSORT       | Malmö                 |
| STERBEDATUM      | 1995                  |
| STERBEORT        | Malmö                 |